# Megophrys lekaguli
Megophrys lekaguli és una espècie d'amfibi que viu a l'est de Tailàndia.
Està amenaçada d'extinció per la pèrdua del seu hàbitat natural.